# William Stanley Junior
Pour les articles homonymes, voir William Stanley.
William Stanley, Jr. (28 novembre 1858 - 14 mai 1916) est le physicien américain qui a inventé la bobine à induction. Cette bobine est très importante ; en effet, au XIXe siècle, l'électricité (en courant continu) était dangereuse et ne pouvait pas être employée pour l’usage des consommateurs, tel que l'éclairage. Ceci pouvait être changé grâce au courant alternatif généré au moyen des bobines à induction.
Cependant, aucun système pratique d'enroulement n'avait été inventé. Un des 129 brevets déposés par Stanley, le brevet n° 349-611, a changé tout ceci et est devenu le prototype pour tous les futurs transformateurs.
En 1885, il a établi le premier système à courant alternatif, fournissant l'éclairage pour des bureaux et des magasins sur la rue principale de Great Barrington, dans le Massachusetts.